# Йосифов, Александр
Алекса́ндр Йо́сифов Йо́сифов (болг. Александър Йосифов Йосифов; 12 августа 1940, София, Болгария — 25 ноября 2016, там же) — болгарский композитор, дирижёр и педагог. Сын Йоско Йосифова, племянник Илии Йосифова.

## Биография
В 1964 году окончил Болгарскую консерваторию (профессора Панчо Владигеров, композиция и Константина Илиева, дирижирование). В 1968—1986 годах генеральный директор граммофонной фирмы Балкантон. С 1986 года заместитель председателя Комитета по радио и телевидению НРБ. Писал музыку к кино, много работал с болгарскими эстрадными исполнителями, такими как: Лили Иванова, Эмил Димитров, и другими.

## Сочинения
- опера «Возвращение к началу» / Завръщане при началото (1976, Стара-Загора)
- опера «Хан Крум-светлейший» / Хан Крум ювиги (1981, София)
- комическая опера «Золотое копьё» / Златното копие (1983, София)
- опера «Арко-Ирис» / Арко Ирис (1984, София)
- детская опера «Чудесные приключения Тошки Африканского» / Чудните приключения на Тошко Африкански (1983, Стара-Загора)
- детская опера «Робинзон Крузо» / Робинзон Крузо (1985, Стара-Загора)
- балет «Юранд» / Юранд от Спихов (Кръстоносци) (по Генрику Сенкевичу, 1986, Гданьск)
- оратория «Родина» /  (1966)
- кантата «Спой, Балкан» / Запей, Балкан (1963)
- оратория «Исполин с болгарским именем» /
- 7 симфоний (1968—1992)
- симфоническая поэма «Героям Сталинграда» / Героите на Сталинград (1978)

## Награды
- 1-я премия на конкурсе композиторов в Триесте (1968)
- 1-я награда на конкурсе «Золотой Орфей» за болгарскую песню («Гротеска», 1968, сл. Димитр Точев[болг.], исп. Коста Карагеоргиев[болг.])
- 1-я премия на конкурсе композиторов в Афинах (1969)
- 1-я премия на конкурсе композиторов в Афинах (1970)
- 1-я премия на конкурсе композиторов в Триесте (1972)
- 1-я награда на конкурсе «Золотой Орфей» за болгарскую песню («Трева», 1974, сл. Павел Матев, исп. Емил Димитров)
- Народный артист НРБ (1983)
- Орден «Стара планина» I степени (2005)[1]
- Орден «Святые Кирилл и Мефодий» I степени (2010)[2]